# الانتخابات الرئاسية الكمبودية 1972
أجربت الانتخابات الرئاسة للمرة الأولى، والوحيدة حتى الآن، في كمبوديا في يوم 4 يونيو 1972، عقب إلغاء النظام الملكي وإعلان قيام جمهورية الخمير في انقلاب عام 1970. وكانت النتيجة فوز لون نول، الذي حصل على 55% من الأصوات. وبلغت نسبة %58 المشاركة في التصويت.
الرئاسية في الكمبودية 1972 بالطريق الديمقراطية بالاول مرة في التاريخ كمبوديا بعد سقوط النظام الملكي.

## حملة الرئاسي

### حملة لون نول الرئاسة الكمبودية
كان حملة لون نول على حملة الانتخابي حملة ناجحي التي حصل على النتيجة حقيقي هو 54.93% 578.560 من ناخب ومؤسسة الحزب الجمهوري الاجتماعي في النهاية سسصبح لون نول ثاني رئيس في الجمهورية الخمير في ولاية أول رئاسية التي حكم في كمبوديا بين عامي 1972 حتى اعلان ترك على السلطة بلاد من منصب رئاسة قبل سقوط بنوم بنه على يد قوات الخمير الحمر يوم 17 ابريل 1975 وأسست دولة بجمهورية كمبوتشيا الديمقراطية الشيوعية بين عامي 1975 و1979.

### حملة في تام الرئاسية الكمبودية
كان في تام المرشح الثاني في الانتخابات الرئاسية وحيدة وعضو الحزب الديمقراطي الكمبودية يساري التي تحصل على نتائج بنسبة 24.45 % من عدد تصويب 257.496 كان حملة الحصول على أغلب تصويب في عاصعة كمبودية بنوم بنه.

### حملة كيوآن الرئاسةالجمهورية الكمبودية الاولي
كان حملة كيون آن مرشج الثالث وعضوا الحزب الجمهوري الكمبودي موالية الغرب حملة صغيف كان يحصل رضا من التصويت 217.174 والنسبه 20.62 %.

## نتائج
| المرشح  | المرشح  | حزب                          | الاصوات   | %      |
| ------- | ------- | ---------------------------- | --------- | ------ |
|         | لون نول | الحزب الجمهوري الاجتماعي     | 578.560   | 54.93  |
|         | في تام  | الحزب الديمقراطي ( كمبوديا ) | 257.496   | 24.45  |
|         | كيو آن  | الحزب الجمهوري ( كمبوديا )   | 217.174   | 20.62  |
| المجموع | المجموع | المجموع                      | 1.053.230 | 100.00 |